# Morris Claiborne
Morris Lee Claiborne (07 de fevereiro de 1990) é um jogador de futebol americano que atua na posição cornerback na National Football League (NFL). Ele jogou futebol americano universitário pelo Louisiana State University (LSU) e foi reconhecido por unanimidade como All-American em 2011. Foi selecionado na primeira rodada do NFL do Draft 2012. Foi considerado por muitos como o melhor prospecto de defesa.

## Primeiros anos
Claiborne nasceu em Shreveport, Louisiana e participou do Fair Park High School, onde era recruta jogando em três posições cornerback, wide receiver e defensive back. Como sênior, fez 30 touchdowns.

## Carreira Universitária
Claiborne jogou pela Universidade do Estado da Louisiana, com o treinador Les Miles no LSU Tigers de 2009 a 2011. Depois de uma temporada com calouro e reserva, em 2009, ele começou como titular em 12 na temporada 2010 e realizou 37 tackles cinco interceptações, no mesmo ano foi nomeado para a segunda equipe do All-Conferência Sudeste.
Na temporada 2011, como júnior, Claiborne ganhou o Jim Thorpe Award, como melhor defensor do ano, e foi reconhecido unânimemente para a primeira equipe do All-American.

## Carreira Profissional

### 2012 NFL Draft
Claiborne não era perspectiva de primeira rodada do Draft antes de sua temporado como junior. No meio da temporada porém, ele chamou a atenção de olheiros da NFL e analistas. No fim de sua temporada como júnior, Claiborne havia se estabelecido como a 1ª perspectiva de cornerback para o 2012 NFL Draft, isto por unanimidade, projetando como uma seleção dentro dos seis primeiros draftado. Claiborne acertou apenas 4 questões das 50 no Wonderlic Test, que é um teste de aptidão dada aos possíveis draftados da NFL, um teste de lógica e inteligência básica.
No draft da NFL em 2012, Claiborne era previsto para ser selecionado pelo Tampa Bay Buccaneers sendo a 5º equipe da primeira rodada, porém, os corsários negociaram a posição com o Jacksonville Jaguars. O Jaguares selecionaram o wide receiver Justin Blackmon. Ficou então para a equipe do Dallas Cowboys, que negociou a 6ª escolha com a equipe do St. Louis Rams, e selecionou Claiborne à frente dos Corsários
Claiborne escolheu camisa número de número 24 que, no Cowboys, já havia sido de Mike Jenkins, Orlando Scandrick e recentemente de Brandon Carr.
Claiborne assinou oficialmente o contrato com o Cowboys em 23 de julho de 2012, poucos dias antes do início dos treinamentos. Seu contrato foi firmado no valor de 16,4 milhões dólares americanos ao longo de quatro anos e um bônus de 10,3 milhões por um quinto ano.